# Route secondaire 11260 (Estonie)
La route Jõelähtme–Kemba (en estonien : Jõelähtme–Kemba tee) ou route 11260 est une route du comté de Harju en Estonie.

## Description
La route traverse les communes de Jõelähtme et Kuusalu sur une longueur de 41 kilomètres.
La route au 20ème kilomètre de la route Tallinn-Narva au village de Võerdla de la commune de Jõelähtme.
Elle se termine au 56ème kilomètre de la route Tallinn-Narva au village de  Kemba de la commune de Kuusalu.
La route traverse Võerdla, Rebala, Jõelähtme, Koogi, Ruu, Kaberla, Haavakannu, Valkla, Kuusalu, Allika, Kupu, Sõitme, Kahala, Mustametsa, Vahastu, Kalme et le village de Kemba ainsi que les bourgs de Kiiu et Kolga.
La route emprunte sept ponts: le pont de Jõelähtme sur la rivière Jõelähtme (et) au cinquième kilomètre, le pont de Koeralooga sur le fleuve Jägala au huitième kilomètre, le pont de Kaberla sur le ruisseau Kaberla au 12ème kilomètre, le pont de Valkla sur la rivière Valkla à au 19ème kilomètre, le pont de Liiva sur la rivière Loo au 28ème kilomètre, le pont Männiku sur la rivière Kolga au 34ème kilomètre, le pont de Tõldoja sur la rivière Pudisoo au 40ème kilomètre ainsi que 15 ponceaux.